# IC 1970
IC 1970 est une galaxie spirale vue par la tranche et située dans la constellation de l'Horloge. Sa vitesse par rapport au fond diffus cosmologique est de 1 167 ± 7 km/s, ce qui correspond à une distance de Hubble de 17,2 ± 1,2 Mpc (∼56,1 millions d'al). Elle a été découverte par l'astronome américain Lewis Swift en 1897.
La classe de luminosité de IC 1970 est II et elle présente une large raie HI.
À ce jour, plus d'une quinzaine de mesures non basées sur le décalage vers le rouge (redshift) donnent une distance de 20,269 ± 3,110 Mpc (∼66,1 millions d'al), ce qui est à l'intérieur des valeurs de la distance de Hubble.

## Groupe de NGC 1433, de NGC 1448 et de NGC 1493
Selon Richard Powell du site « Un Atlas de l'Univers », IC 1970 fait partie du groupe de NGC 1433 qui compte 10 galaxies. Ce groupe fait partie de l'amas du Fourneau.
Toutefois, selon un article publié par A.M. Garcia en 1993, IC 1970 fait partie du groupe de NGC 1448 qui comprend cinq galaxies. En plus de NGC 1433, les trois autres galaxies du groupe sont NGC 1411, PGC 13390 et PGC 13409. Les autres galaxies du groupe de NGC 1433 de Powell se retrouvent dans le groupe de NGC 1493 indiqué dans l'article de Powell.
La distance moyenne des galaxies groupe de NGC 1433 de Powell est de 15,5 Mpc, celle du groupe de NGC 1448 de 15,1 Mpc et celle du groupe de NGC 1493 de 14,8 Mpc. Les galaxies NGC 1433, NGC 1495, NGC 1527 et PGC 14225 du groupe de NGC 1433 (Powell) ne figurent ni dans le groupe de NGC 1448 ni dans celui de NGC 1493. Si on réunissait toutes les galaxies mentionnées par Powell et Garcia en un seul groupe, celui-ci renfermerait 15 galaxies dont la distance moyenne serait de 14,1 ± 1,7 Mpc.